# Holomitrium glaziovii
Holomitrium glaziovii är en bladmossart som beskrevs av Geheeb och Georg Ernst Ludwig Hampe 1881. Holomitrium glaziovii ingår i släktet Holomitrium och familjen Dicranaceae. Inga underarter finns listade i Catalogue of Life.